# Amanda Coneo
Amanda Coneo (Cartagena (Bolívar), 20 de diciembre de 1996) es una voleibolista colombiana que forma parte de la selección femenina de voleibol de Colombia.

## Carrera
Tras jugar dos años en la liga bolivarense, en enero de 2016 se unió al club italiano Lardini Filottrano. Participó en el Gran Premio Mundial de Voleibol FIVB 2016 clasificándose a la semifinal, pero perdiendo el partido por la medalla de bronce 2-3 ante Perú. Con su equipo nacional ganó la medalla de plata del Campeonato Sudamericano sub-22 de 2016. Firmó para el club italiano Sab Grima Legnano del Campeonato A2 y se convirtió en su primer jugadora extranjera.
Jugó en octubre el torneo de clasificación CSV del Campeonato Mundial FIVB 2018, pero su equipo no pudo conseguir un puesto para la competencia del próximo año. Después de una temporada A2 italiana en la que anotó 424 puntos, volvió a firmar con el club italiano Sab Volley Legnano para la temporada 2017/18.
En 2023 firmó con el club polaco PGE Rysice Rzeszów 

## Clubes
- 2013-2014 -  Liga Bolivarense.
- 2014-2015 -  Club Túpac Amaru
- 2015-2016 -  Lardini Filottrano
- 2016-2017 -  Sab Grima Legnano
- 2017-2018 -  Sab Volley Legnano
- 2018-2019 -  CUS Torino Volley
- 2019-2020 -  Racing Club Cannes
- 2020-2021 -  Pays d'Aix Venelles
- 2021-2022 -  ASPTT Mulhouse
- 2022-2023 -  Volley Mulhouse Alsace
- 2023- ... -  PGE Rysice Rzeszów